# Comuna de Stary Brus
Stary Brus (polaco: Gmina Stary Brus) é uma gminy (comuna) na Polónia, na voivodia de Lublin e no condado de Włodawski. A sede do condado é a cidade de Stary Brus.
De acordo com os censos de 2004, a comuna tem 2244 habitantes, com uma densidade 16,8 hab/km².

## Área
Estende-se por uma área de 133,4 km², incluindo:
- área agrícola: 50%
- área florestal: 40%

## Demografia
Dados de 30 de Junho 2004:
|                      | Total   | Total | Mulheres | Mulheres | Homens  | Homens |
| -------------------- | ------- | ----- | -------- | -------- | ------- | ------ |
|                      | pessoas | %     | pessoas  | %        | pessoas | %      |
| População            | 2244    | 100   | 1122     | 50       | 1122    | 50     |
| Densidade (pop./km²) | 16,8    | 100   | 8,4      | 8,4      | 8,4     | 8,4    |

De acordo com dados de 2002, o rendimento médio per capita ascendia a 1481,29 zł.

## Comunas vizinhas
- Dębowa Kłoda, Hańsk, Sosnowica, Urszulin, Wyryki